# Mario Gamper
Mario Gamper, né le 3 août 1999 à Münster (Tyrol), est un coureur cycliste autrichien. Ses frères Patrick et Florian sont également coureurs cyclistes,. 

## Biographie
En 2017, Mario Gamper se classe deuxième du championnat d'Autriche du contre-la-montre et de poursuite chez les juniors (moins de 19 ans). La même année, il représente son pays lors des championnats du monde juniors de Bergen. Il intègre ensuite l'équipe continentale Tirol en 2018, en compagnie de son frère jumeau Florian. Sous les couleurs de cette formation, il devient vice-champion national du contre-la-montre chez les espoirs (moins de 23 ans). 
Après trois saisons passées chez Tirol-KTM, il rejoint l'Union Raiffeisen Radteam Tirol en 2021. Bon grimpeur, il brille lors de la Carpathian Couriers Race en terminant troisième d'une étape et sixième du classement général. En 2022, il évolue au sein de la formation Felbermayr-Simplon Wels. 
Pour la saison 2023, il s'engage avec la structure Santic-Wibatech, licenciée en Allemagne. Il obtient son meilleur résultat au mois de juillet en finissant huitième d'une étape du Tour d'Autriche.  

## Palmarès et résultats

### Palmarès par année
- 2017
  - 2e du championnat d'Autriche de poursuite juniors
  - 2e du championnat d'Autriche du contre-la-montre juniors
- 2018
  - 2e du championnat d'Autriche du contre-la-montre espoirs
- 2021
  - 3e du championnat d'Autriche sur route espoirs

### Classements mondiaux
| Année                                 | 2018  | 2019 | 2020 | 2021  |
| ------------------------------------- | ----- | ---- | ---- | ----- |
| Classement mondial                    | 2557e | nc   | nc   | 2123e |
| UCI Europe Tour                       | nc    | nc   | nc   | 1441e |
|                                       |       |      |      |       |
| Légende : nc = non classéSource : UCI |       |      |      |       |